# 1730.
◄ | 17. stoljeće | 18. stoljeće | 19. stoljeće | ►
◄ | 1700-ih | 1710-ih | 1720-ih | 1730-ih | 1740-ih | 1750-ih | 1760-ih | ►
◄◄ | ◄ | 1727. | 1728. | 1729. | 1730. | 1731. | 1732. | 1733. | ► | ►►
Arhitektura • Astronomija • Biologija • Glazba • Kazalište • Kemija • Kiparstvo • Knjige • Književnost • Kršćanstvo • Medicina • Politika • Pravo • Promet • Slikarstvo • Znanost

## Rođenja
- 7. ožujka – Gregor Jožef Plohel slovenski pisac († 1800.)
- 27. kolovoza – Johann Georg Hamann – njemački filozof († 1788.)

## Smrti
- 12. listopada, Fridrik IV., kralj Danske i Norveške

## Vanjske poveznice
|  | Zajednički poslužitelj ima još gradiva o temi 1730. |